# Olpium halophilum
Olpium halophilum är en spindeldjursart som beskrevs av Volker Mahnert 1982. Olpium halophilum ingår i släktet Olpium och familjen Olpiidae. Inga underarter finns listade i Catalogue of Life.